# L'Homme neuronal
L'Homme neuronal est un livre à thèse biologisante de Jean-Pierre Changeux paru en 1983.
Pour le neurobiologiste, le cerveau est le siège de la pensée, qui repose sur l'influx nerveux et l'activité des neurones. L'auteur parcourt l'histoire des représentations et des modélisations du fonctionnement du cerveau. 

## Réception
L'ouvrage a fait l'objet d'un dialogue avec Paul Ricœur et de recensions critiques, comme celle de l'écrivain et théologien Alexandre Ganoczy ou de Jean-Claude Filloux.
Le 17 octobre 2014 à l'ENS est organisé un colloque sur le thème L'homme neuronal trente ans après. L'auteur y donne une conférence et le colloque donne lieu à l'édition d'un ouvrage reprenant les interventions.

## Éditions
- L’Homme neuronal, Paris, Fayard, coll. « Pluriel », 1983, 379 p.  (ISBN 2213012474 et 978-2213012476). Rééd. 1999 (ISBN 2012788920).